# Les Révoires
Les Révoires ist ein ehemaliger Stadtbezirk (französisch quartier) im Fürstentum Monaco. 2013 wurde Les Révoires mit La Colle zum neuen Stadtbezirk Jardin Exotique fusioniert.